# Kansas City, Missouri
Kansas City, numit pe scurt și "KC" sau "KCMO", este cel mai mare oraș din statul Missouri, Statele Unite, și orașul central al zonei metropolitane omonime, Kansas City Metropolitan Area, care este cea de-a doua aglomerare urbană din statul Missouri. Orașul se extinde pe o suprafață de 825 km2 (sau 318 sqmi) întinzându-se pe teritoriul a patru comitate ale statului, Jackson, Clay, Cass și Platte.
Orașul este unul din cele două sedii ale comitatului Jackson, alături de orașul Independence, care este situat la est de Kansas City. Populația orașului a fost estimată (în 2009 pentru 2010) la 507.336 locuitori cu o estimare metropolitană de peste 2.000.000 de locuitori.
Kansas City a fost fondat în 1838 sub numele de [the] "Town of Kansas"  la confluența a două cursuri de apă, fluviul Missouri și râul Kansas, fiind încorporat ulterior, în 1850. Situat vis-a-vis de orașul "geamăn" Kansas City din statul  Kansas, localitatea a fost locul mai multor bătălii în timpul Războilui Civil, incluzând Battle of Westport. Kansas City este cunoscut pentru contribuția sa la stilurile muzicale jazz și blues, precum și la contribuțiile culinare (așa cum este Kansas City-style barbecue).

## Demografie
| An        | Populație | ±%      | Zonă   | Densitate |
| --------- | --------- | ------- | ------ | --------- |
| 1853      | 2.500     | -       | 1.04   | 2,404     |
| 1860      | 4.418     | +76,7%  | 3.89   | 1,136     |
| 1870      | 32.260    | +630,2% | 3.89   | 8,293     |
| 1880      | 55.785    | +72,9%  | 5.17   | 10,790    |
| 1890      | 132.716   | +137,9% | 13.24  | 10,024    |
| 1900      | 163.752   | +23,4%  | 26.67  | 6,140     |
| 1910      | 248.381   | +51,7%  | 59.8   | 4,154     |
| 1920      | 324.410   | +30,6%  | 59.8   | 5,425     |
| 1930      | 399.746   | +23,2%  | 59.8   | 6,685     |
| 1940      | 400.178   | +0,1%   | 59.8   | 6,692     |
| 1950      | 456.622   | +14,1%  | 80.98  | 5,639     |
| 1960      | 475.539   | +4,1%   | 128.4  | 3,704     |
| 1970      | 507.087   | +6,6%   | 314.5  | 1,612     |
| 1980      | 448.159   | -11,6%  | 314.5  | 1,425     |
| 1990      | 435.146   | -2,9%   | 317.44 | 1,371     |
| 2000      | 441.545   | +1,5%   | 317.46 | 1,391     |
| 2010      | 459.787   | +4,1%   | 319.03 | 1,441     |
| 2013 Est. | 467.007   | +1%     | 319.03 | 1,474     |

| Compoziția rasială                   | 2010  | 1990  | 1970  | 1940  |
| ------------------------------------ | ----- | ----- | ----- | ----- |
| Albi                                 | 59,2% | 66,8% | 77,2% | 89,5% |
| —Non-hispanici                       | 54,9% | 65,0% | 75,0% | n/a   |
| Afro-americani sau negri             | 29,9% | 29,6% | 22,1% | 10,4% |
| Hispanici sau Latino (de orice rasă) | 10,0% | 3,9%  | 2,7%  | n/a   |

## Clima
| Date climatice pentru Kansas City, Missouri (Downtown Airport), normale 1981–2010, extreme 1934–prezent) | Date climatice pentru Kansas City, Missouri (Downtown Airport), normale 1981–2010, extreme 1934–prezent) | Date climatice pentru Kansas City, Missouri (Downtown Airport), normale 1981–2010, extreme 1934–prezent) | Date climatice pentru Kansas City, Missouri (Downtown Airport), normale 1981–2010, extreme 1934–prezent) | Date climatice pentru Kansas City, Missouri (Downtown Airport), normale 1981–2010, extreme 1934–prezent) | Date climatice pentru Kansas City, Missouri (Downtown Airport), normale 1981–2010, extreme 1934–prezent) | Date climatice pentru Kansas City, Missouri (Downtown Airport), normale 1981–2010, extreme 1934–prezent) | Date climatice pentru Kansas City, Missouri (Downtown Airport), normale 1981–2010, extreme 1934–prezent) | Date climatice pentru Kansas City, Missouri (Downtown Airport), normale 1981–2010, extreme 1934–prezent) | Date climatice pentru Kansas City, Missouri (Downtown Airport), normale 1981–2010, extreme 1934–prezent) | Date climatice pentru Kansas City, Missouri (Downtown Airport), normale 1981–2010, extreme 1934–prezent) | Date climatice pentru Kansas City, Missouri (Downtown Airport), normale 1981–2010, extreme 1934–prezent) | Date climatice pentru Kansas City, Missouri (Downtown Airport), normale 1981–2010, extreme 1934–prezent) | Date climatice pentru Kansas City, Missouri (Downtown Airport), normale 1981–2010, extreme 1934–prezent) |
| Luna | Ian | Feb | Mar | Apr | Mai | Iun | Iul | Aug | Sep | Oct | Nov | Dec | Anual |
| --- | --- | --- | --- | --- | --- | --- | --- | --- | --- | --- | --- | --- | --- |
| Maxima istorică °F (°C)                                                                                  | 76 (24)                                                                                                  | 83 (28)                                                                                                  | 89 (32)                                                                                                  | 94 (34)                                                                                                  | 103 (39)                                                                                                 | 108 (42)                                                                                                 | 112 (44)                                                                                                 | 113 (45)                                                                                                 | 109 (43)                                                                                                 | 98 (37)                                                                                                  | 83 (28)                                                                                                  | 74 (23)                                                                                                  | 113 (45)                                                                                                 |
| Maxima medie °F (°C)                                                                                     | 39.5 (4,2)                                                                                               | 44.6 (7)                                                                                                 | 56.2 (13,4)                                                                                              | 66.7 (19,3)                                                                                              | 75.9 (24,4)                                                                                              | 85.0 (29,4)                                                                                              | 90.1 (32,3)                                                                                              | 88.6 (31,4)                                                                                              | 80.0 (26,7)                                                                                              | 67.8 (19,9)                                                                                              | 54.2 (12,3)                                                                                              | 41.8 (5,4)                                                                                               | 65,9 (18,8)                                                                                              |
| Minima medie °F (°C)                                                                                     | 22.4 (−5.3)                                                                                              | 26.3 (−3.2)                                                                                              | 35.8 (2,1)                                                                                               | 46.6 (8,1)                                                                                               | 57.1 (13,9)                                                                                              | 66.7 (19,3)                                                                                              | 72.0 (22,2)                                                                                              | 70.2 (21,2)                                                                                              | 60.5 (15,8)                                                                                              | 48.9 (9,4)                                                                                               | 36.6 (2,6)                                                                                               | 25.6 (−3.6)                                                                                              | 47,4 (8,6)                                                                                               |
| Minima istorică °F (°C)                                                                                  | −14 (−26)                                                                                                | −13 (−25)                                                                                                | −3 (−19)                                                                                                 | 16 (−9)                                                                                                  | 32 (0)                                                                                                   | 44 (7)                                                                                                   | 52 (11)                                                                                                  | 48 (9)                                                                                                   | 34 (1)                                                                                                   | 21 (−6)                                                                                                  | 5 (−15)                                                                                                  | −19 (−28)                                                                                                | −19 (−28)                                                                                                |
| Precipitații inches (mm)                                                                                 | 1.14 (29)                                                                                                | 1.48 (37.6)                                                                                              | 2.15 (54.6)                                                                                              | 3.71 (94.2)                                                                                              | 5.13 (130.3)                                                                                             | 5.52 (140.2)                                                                                             | 3.97 (100.8)                                                                                             | 4.39 (111.5)                                                                                             | 4.16 (105.7)                                                                                             | 3.52 (89.4)                                                                                              | 2.14 (54.4)                                                                                              | 1.75 (44.5)                                                                                              | 39,06 (992,1)                                                                                            |
| Zăpadă inches (cm)                                                                                       | 4.1 (10.4)                                                                                               | 3.2 (8.1)                                                                                                | 0.9 (2.3)                                                                                                | 0.2 (0.5)                                                                                                | 0 (0) | 0 (0) | 0 (0) | 0 (0) | 0 (0) | 0.3 (0.8)                                                                                                | 0.3 (0.8)                                                                                                | 4.4 (11.2)                                                                                               | 13,4 (34)                                                                                                |
| Nr. de zile cu precipitații (≥ 0.01 in)                                                                  | 4.8 | 5.3 | 7.6 | 9.4 | 11.0 | 10.2 | 7.9 | 7.5 | 8.1 | 7.5 | 6.1 | 5.4 | 90,8 |
| Nr. mediu de zile cu ninsoare (≥ 0.1 in)                                                                 | 2.5 | 2.1 | 0.6 | 0.1 | 0 | 0 | 0 | 0 | 0 | 0.1 | 0.4 | 2.5 | 8,3 |
| Sursă: NOAA                                                                                              | | | | | | | | | | | | | |

| Date climatice pentru Kansas City Int'l, Missouri (normale 1981–2010, extreme 1888–prezent) | Date climatice pentru Kansas City Int'l, Missouri (normale 1981–2010, extreme 1888–prezent) | Date climatice pentru Kansas City Int'l, Missouri (normale 1981–2010, extreme 1888–prezent) | Date climatice pentru Kansas City Int'l, Missouri (normale 1981–2010, extreme 1888–prezent) | Date climatice pentru Kansas City Int'l, Missouri (normale 1981–2010, extreme 1888–prezent) | Date climatice pentru Kansas City Int'l, Missouri (normale 1981–2010, extreme 1888–prezent) | Date climatice pentru Kansas City Int'l, Missouri (normale 1981–2010, extreme 1888–prezent) | Date climatice pentru Kansas City Int'l, Missouri (normale 1981–2010, extreme 1888–prezent) | Date climatice pentru Kansas City Int'l, Missouri (normale 1981–2010, extreme 1888–prezent) | Date climatice pentru Kansas City Int'l, Missouri (normale 1981–2010, extreme 1888–prezent) | Date climatice pentru Kansas City Int'l, Missouri (normale 1981–2010, extreme 1888–prezent) | Date climatice pentru Kansas City Int'l, Missouri (normale 1981–2010, extreme 1888–prezent) | Date climatice pentru Kansas City Int'l, Missouri (normale 1981–2010, extreme 1888–prezent) | Date climatice pentru Kansas City Int'l, Missouri (normale 1981–2010, extreme 1888–prezent) |
| Luna                                                                                        | Ian                                                                                         | Feb                                                                                         | Mar                                                                                         | Apr                                                                                         | Mai                                                                                         | Iun                                                                                         | Iul                                                                                         | Aug                                                                                         | Sep                                                                                         | Oct                                                                                         | Nov                                                                                         | Dec                                                                                         | Anual                                                                                       |
| ------------------------------------------------------------------------------------------- | ------------------------------------------------------------------------------------------- | ------------------------------------------------------------------------------------------- | ------------------------------------------------------------------------------------------- | ------------------------------------------------------------------------------------------- | ------------------------------------------------------------------------------------------- | ------------------------------------------------------------------------------------------- | ------------------------------------------------------------------------------------------- | ------------------------------------------------------------------------------------------- | ------------------------------------------------------------------------------------------- | ------------------------------------------------------------------------------------------- | ------------------------------------------------------------------------------------------- | ------------------------------------------------------------------------------------------- | ------------------------------------------------------------------------------------------- |
| Maxima istorică °F (°C)                                                                     | 75 (24)                                                                                     | 83 (28)                                                                                     | 91 (33)                                                                                     | 95 (35)                                                                                     | 103 (39)                                                                                    | 108 (42)                                                                                    | 112 (44)                                                                                    | 113 (45)                                                                                    | 109 (43)                                                                                    | 98 (37)                                                                                     | 83 (28)                                                                                     | 74 (23)                                                                                     | 113 (45)                                                                                    |
| Maxima medie °F (°C)                                                                        | 38.0 (3,3)                                                                                  | 43.3 (6,3)                                                                                  | 55.1 (12,8)                                                                                 | 65.7 (18,7)                                                                                 | 74.8 (23,8)                                                                                 | 83.5 (28,6)                                                                                 | 88.3 (31,3)                                                                                 | 87.4 (30,8)                                                                                 | 79.0 (26,1)                                                                                 | 66.9 (19,4)                                                                                 | 53.2 (11,8)                                                                                 | 40.3 (4,6)                                                                                  | 64,6 (18,1)                                                                                 |
| Minima medie °F (°C)                                                                        | 19.6 (−6.9)                                                                                 | 23.8 (−4.6)                                                                                 | 33.4 (0,8)                                                                                  | 44.0 (6,7)                                                                                  | 54.2 (12,3)                                                                                 | 63.6 (17,6)                                                                                 | 68.4 (20,2)                                                                                 | 66.8 (19,3)                                                                                 | 57.3 (14,1)                                                                                 | 45.9 (7,7)                                                                                  | 34.1 (1,2)                                                                                  | 22.6 (−5.2)                                                                                 | 44,5 (6,9)                                                                                  |
| Minima istorică °F (°C)                                                                     | −20 (−29)                                                                                   | −22 (−30)                                                                                   | −10 (−23)                                                                                   | 12 (−11)                                                                                    | 27 (−3)                                                                                     | 42 (6)                                                                                      | 51 (11)                                                                                     | 43 (6)                                                                                      | 31 (−1)                                                                                     | 17 (−8)                                                                                     | 1 (−17)                                                                                     | −23 (−31)                                                                                   | −23 (−31)                                                                                   |
| Precipitații inches (mm)                                                                    | 1.07 (27.2)                                                                                 | 1.46 (37.1)                                                                                 | 2.37 (60.2)                                                                                 | 3.70 (94)                                                                                   | 5.23 (132.8)                                                                                | 5.23 (132.8)                                                                                | 4.45 (113)                                                                                  | 3.89 (98.8)                                                                                 | 4.62 (117.3)                                                                                | 3.16 (80.3)                                                                                 | 2.15 (54.6)                                                                                 | 1.53 (38.9)                                                                                 | 38,86 (987)                                                                                 |
| Zăpadă inches (cm)                                                                          | 4.6 (11.7)                                                                                  | 5.4 (13.7)                                                                                  | 2.0 (5.1)                                                                                   | 0.6 (1.5)                                                                                   | 0 (0)                                                                                       | 0 (0)                                                                                       | 0 (0)                                                                                       | 0 (0)                                                                                       | 0 (0)                                                                                       | 0.2 (0.5)                                                                                   | 1.2 (3)                                                                                     | 4.8 (12.2)                                                                                  | 18,8 (47,8)                                                                                 |
| Umiditate [%]                                                                               | 68.8                                                                                        | 69.6                                                                                        | 66.7                                                                                        | 62.9                                                                                        | 68.0                                                                                        | 69.2                                                                                        | 67.4                                                                                        | 70.0                                                                                        | 70.4                                                                                        | 67.1                                                                                        | 69.7                                                                                        | 71.0                                                                                        | 68,4                                                                                        |
| Nr. de zile cu precipitații (≥ 0.01 in)                                                     | 6.3                                                                                         | 7.1                                                                                         | 9.5                                                                                         | 11.0                                                                                        | 11.5                                                                                        | 10.8                                                                                        | 9.0                                                                                         | 8.3                                                                                         | 8.6                                                                                         | 8.2                                                                                         | 7.3                                                                                         | 7.2                                                                                         | 104,8                                                                                       |
| Nr. mediu de zile cu ninsoare (≥ 0.1 in)                                                    | 4.0                                                                                         | 3.5                                                                                         | 1.6                                                                                         | 0.5                                                                                         | 0                                                                                           | 0                                                                                           | 0                                                                                           | 0                                                                                           | 0                                                                                           | 0.1                                                                                         | 1.2                                                                                         | 3.7                                                                                         | 14,6                                                                                        |
| Ore însorite                                                                                | 183.7                                                                                       | 174.3                                                                                       | 223.9                                                                                       | 257.8                                                                                       | 285.0                                                                                       | 305.5                                                                                       | 329.3                                                                                       | 293.9                                                                                       | 240.5                                                                                       | 213.6                                                                                       | 155.3                                                                                       | 147.1                                                                                       | 2.809,9                                                                                     |
| Sursă: NOAA (relative humidity and sun 1961–1990)                                           |                                                                                             |                                                                                             |                                                                                             |                                                                                             |                                                                                             |                                                                                             |                                                                                             |                                                                                             |                                                                                             |                                                                                             |                                                                                             |                                                                                             |                                                                                             |

## Turism

### Puncte de interes
- Negro Leagues Baseball Museum
- Kansas City Museum
- Worlds of Fun
- Nelson-Atkins Museum of Art

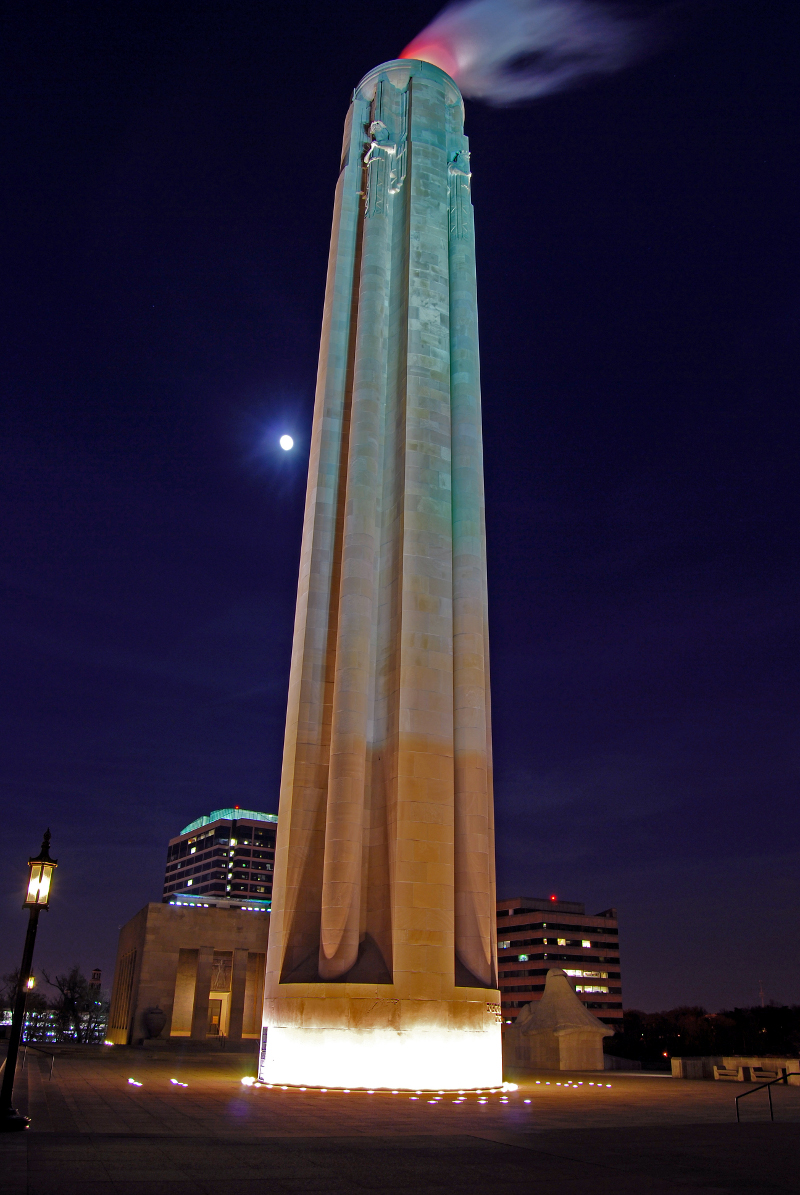
Liberty Memorial by night.

- Thomas Hart Benton Studio State Historic Site
- Science City at Union Station
- Kansas City Zoo
- Sprint Center Home of the Big 12 Basketball Tournament
- KCI Expo Center
- Crown Center
- The National World War I Museum at Liberty Memorial
- Kemper Arena
- Arabia Steamboat Museum
- Airline History Museum
- American Royal Museum
- Kemper Museum of Contemporary Art
- Midland Theatre
- Hallmark Visitors Center
- Harris-Kearney House Museum
- American Jazz Museum

## Personalități născute aici
- Dorothy Vaughan⁠(d) (1910 - 2008), matematician, programator.

## Orașe înfrățite
Conform datelor din aprilie 2009, Kansas City avea 13 orașe înfrățite 
- Sevilia, Andaluzia, Spania (1967)
- Kurashiki, Japonia (1972)
- Morelia, Mexic (1973)
- Freetown, Sierra Leone (1974)
- Tainan, Taiwan (1978)
- Xi'an, China (1989)
- Guadalajara, Mexic (1991)
- Hanovra, Germania (1993)
- Port Harcourt, Nigeria (1993)
- Arusha, Tanzania (1995)
- San Nicolás de los Garza, Mexic (1997)
- Ramla, Israel (1998)
- Metz, Franța (2004)